# Portrait de Louis Guillaume
Le Portrait de Louis Guillaume est une huile sur toile du peintre français Paul Cézanne conservée à la National Gallery of Art de Washington. Elle date de 1882 environ et mesure 22 × 18 cm.

## Description
Ce petit tableau représente le fils d'un couple d'amis de l'artiste qui est lui-même l'ami d'enfance du fils de Cézanne, Paul né en 1872. Le garçonnet brun est figuré en buste, le regard face au spectateur, assis sur une chaise dont on ne distingue qu'une partie du dossier. Il est revêtu d'une blouse noire d'écolier avec une cravate blanche nouée. Cézanne joue sur les tons bruns et noirs en opposition avec le blanc de la cravate, les gris du fond et les jaunes du visage qui est traité à la manière d'une nature morte.
Le visage de l'enfant est inexpressif, figé dans une certaine immobilité, les lèvres sont très minces et rouges (seule touche de couleur vive à peine perceptible), les yeux noirs sont légèrement interrogatifs, mais donnent une impression de vide. Ce portrait en avance pour son époque préfigure Matisse par sa composition complexe, les plis verticaux de la blouse brisés par le nœud de la cravate et les lignes ovales du visage. Ce portrait austère est composé à la manière de l'École espagnole.

## Histoire
Le Portrait de Louis Guillaume a été acquis par Ambroise Vollard en 1906 et vendu à un collectionneur florentin en 1907, puis il est acheté par le banquier Chester Dale à New York en 1927. Ce dernier le lègue après sa mort à la National Gallery of Art de Washington en 1963 où la toile est toujours en exposition permanente.
Louis Guillaume figure aussi dans une œuvre postérieure de Cézanne conservée au musée Pouchkine de Moscou, Mardi gras (1888), où il est représenté en Pierrot à côté du fils de l'artiste.